# The Secret Storm
The Secret Storm – amerykańska opera mydlana, emitowana od 1 lutego 1954 do 8 lutego 1974 r. na kanale CBS.

## Krótki opis
Wyemitowano łącznie 5195 odcinków. Twórcą serialu był Roy Winsor, znany także ze stworzenia innych emitowanych przez wiele lat oper mydlanych - Search for Tomorrow i Love of Life. Osią serialu była rodzina Ames. Serial emitowany był codziennie, od poniedziałku do piątku.

## Obsada
- Peter Hobbs – jako Peter Ames #1 (5006 odcinków)[2]
- Jada Rowland – jako Amy Ames/Amy Britton (5006)
- Eleanor Phelps – jako Grace Tyrell
- Lori March – jako Valerie Ames
- Keith Charles – jako Nick Kane
- Joan Crawford – jako Joan Borman Kane
- Marla Adams – jako Belle Britton/Belle Clemens Britton Kincaid/Belle Clemens
- Ken Kercheval – jako Archie Borman
- Julie Mannix – jako Wendy Porter
- Terry O'Sullivan – jako Judge Sam Stevens
- Gordon Rigsby – jako dr Ian Northcote
- Judy Lewis – jako Susan Carver/Susan Ames Carver
- Larry Weber – jako Peter Ames #2
- Stephanie Braxton – jako Laurie Stevens
- Linden Chiles – jako Paul Britton
- Terry Kiser – jako Cory Boucher/Sean Childers
- Donnie Melvin – jako Peter Dunbar
- Lynne Adams – jako Amy Kincaid/Amy Ames Britton
- Jean Mowry – jako Susan Ames
- James Vickery – jako Alan Dunbar
- Konrad Matthaei – jako Casey Arnold
- John Fink – jako Jimmy Dobbs
- Donna Mills – jako Rocket
- Haila Stoddard – jako Pauline Harris.